# Horace Greeley

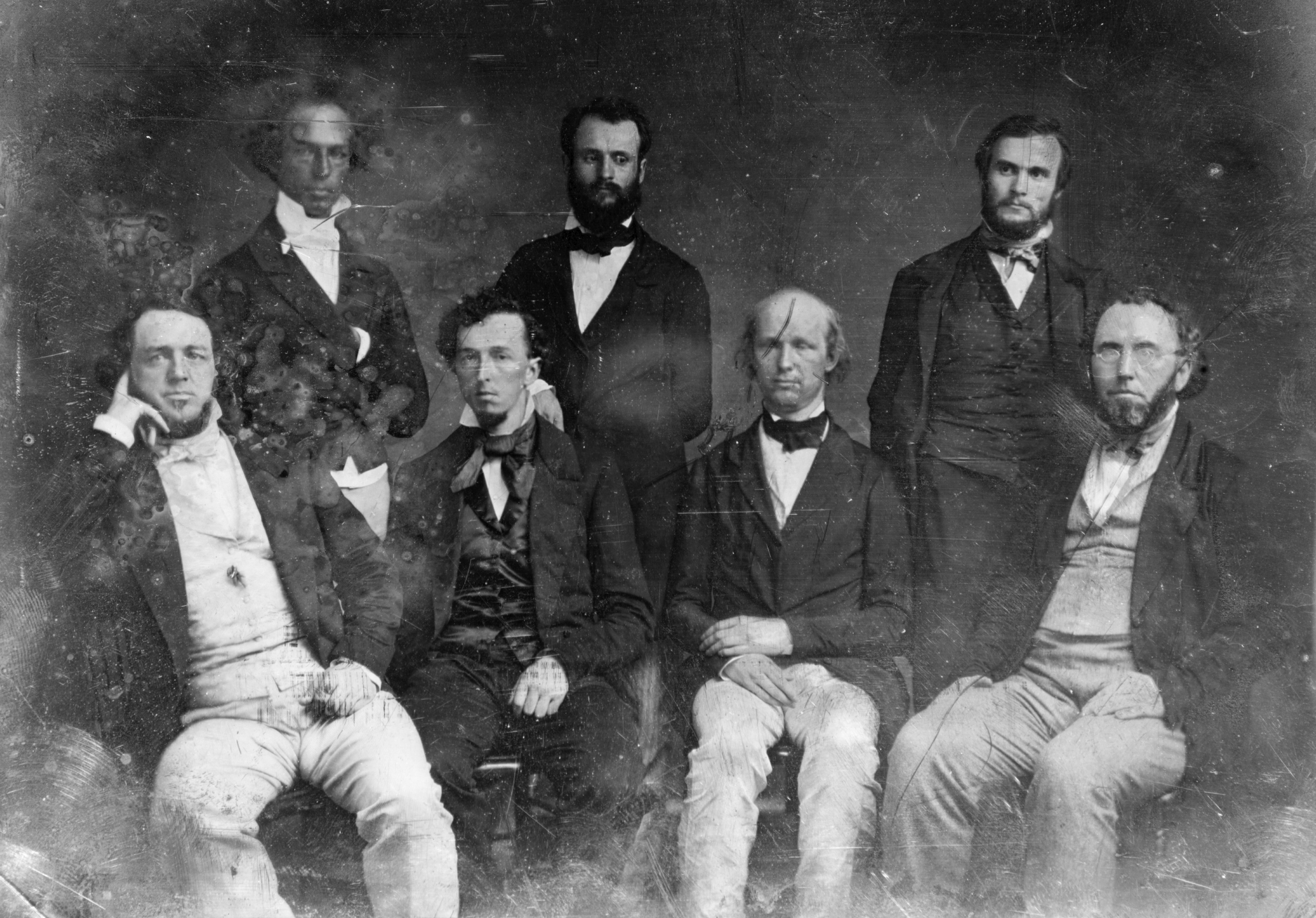
Personal del periódico New York Tribune. Horace Greeley es el tercero en la línea de enfrente

Horace Greeley (3 de febrero de 1811 - 29 de noviembre de 1872) fue un periodista y político estadounidense. Fue uno de los fundadores del Partido Republicano (1854) y director del New York Tribune, el periódico más influyente de los Estados Unidos (entre 1840 y 1870). Greeley lo usó para promover a los partidos Whig y Republicano, del que actuó como órgano de expresión, y defender políticas reformistas como el abolicionismo. En la Guerra de Secesión apoyó radicalmente a los estados del Norte frente a los del Sur.
Tras dirigir varios periódicos de alcance nacional (Jeffersonian, Log Cabin), intervino en la campaña que llevó a la presidencia al Whig William Henry Harrison. Sus opiniones radicales le hicieron muy popular, pero escasamente secundado. Acogía a toda clase de los movimientos utópicos, por ejemplo la introducción del fourierismo en Estados Unidos, influenciado por Albert Brisbane. Encargó a Marx, y en menor medida a Engels, una serie de artículos periodísticos como corresponsal en Europa, que todavía sirven hoy para estudiar la evolución del pensamiento de estos.
 Promovió toda clase de reformas agrarias y apoyo a políticas (calificadas de liberales, término que no coincide exactamente con el uso que se hace de ese término en Europa) hacia los asentamientos en el interior de América del Norte. Se le suele atribuir la frase "Go West, young man." (Ve al oeste, muchacho), que realmente es original de John Soule (Terre Haute Express, 1851). Era contrario a los monopolios de toda clase, y se oponía a las concesiones de tierra a los ferrocarriles. Confiaba en que la industrialización enriquecería a todos, promovió políticas de impuestos altos, apoyaba el vegetarianismo y se oponía al alcohol. Emprendió una campaña acusando de corrupción a la administración del presidente Ulysses S. Grant (también republicano).

## Candidatura presidencial

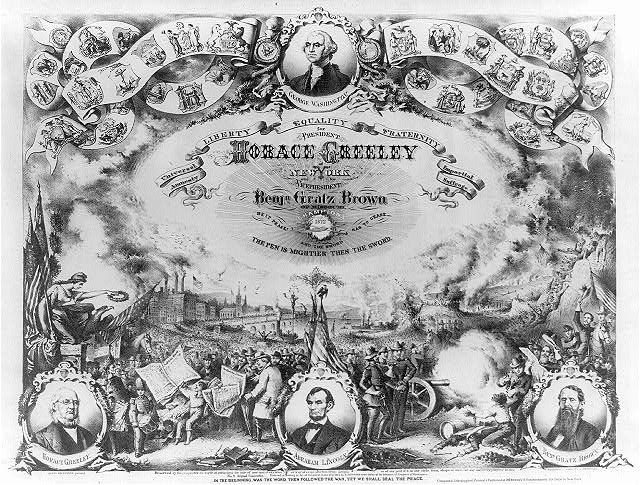
Impresión de Campaña para Horace Greeley. Impresión sobre papel avitelado

Se presentó a las elecciones de 1872 como candidato presidencial de un nuevo Partido Republicano Liberal. Perdió a pesar de contar con el apoyo del Partido Demócrata.
Su esposa Mary volvió enferma de un viaje a Europa en junio de 1872, empeorando y falleciendo el 30 de octubre, una semana antes de las elecciones. Greeley interrumpió su campaña presidencial para estar con ella las últimas semanas de su vida. Los malos resultados que obtuvieron los demócratas en elecciones previas para otras posiciones durante septiembre y octubre hicieron presagiar malos resultados para Greeley, que efectivamente obtuvo solo 2.834.125 votos, contra los 3.597.132 que recibió Grant, quien se hizo con 286 electores, contra solo 66 para Greeley, que ganó solamente en seis de los treinta y siete estados: Georgia, Kentucky, Maryland, Misuri, Tennessee y Texas.
Enfermó repentinamente y le sobrevino la muerte pocos días después, y antes de que se reuniera el Colegio electoral. Sus 66 votos electorales fueron divididos entre otros cuatro candidatos, principalmente para el gobernador electo de Indiana, Thomas A. Hendricks y a su compañero como candidato a la vicepresidencia, Benjamin Gratz Brown.